# Cardioglossa alsco
Cardioglossa alsco är en groddjursart som beskrevs av Herrmann, Herrmann, Schmitz och Böhme 2004. Cardioglossa alsco ingår i släktet Cardioglossa och familjen Arthroleptidae. IUCN kategoriserar arten globalt som akut hotad. Inga underarter finns listade.